# Taylor Knox
Pour les articles homonymes, voir Knox.
Taylor Knox, né le 15 mai 1971 à Thousand Oaks (Californie), est un surfeur professionnel américain.

## Biographie
Taylor Knox a commencé le surf à 8 ans, et les compétitions de surf à 13 ans, au lieu de suivre l'exemple de ses frères Chris et Ben, joueurs de rugby. À 15 ans, il doit subir une opération en raison d'une blessure en patinant. Il a concouru dans des compétitions nationales dans le NSSA.
En 1990, il participe aux Championnats du monde de surf amateur au Japon. Taylor Knox a terminé quatrième, et un jeune Kelly Slater a terminé cinquième.
Knox a commencé le WQS en 1992. Il s'est qualifié l'année suivante pour le Tour 1993.
En mars 2007, Taylor Knox, en partenariat avec des jeunes de la rue à Bondi Beach, introduit le surf au profit des jeunes défavorisés.« J'ai eu la chance d'être entouré par une famille aimante et par le sport toute ma vie, peut-être que je pourrai aider les enfants, qui n'ont pas été aussi chanceux que moi, avec le sport »
En 2008, son modèle faciale est utilisé dans Left 4 Dead pour faire Francis..

## Carrière

### Titres
- 1996 : Champion du Monde ISA Open à Hungtinton Beach, Californie.
- 1998 : Il gagne le championnat du monde de grosses vagues

### Victoires
- 2000 : The Mr Price Pro, New Pier, Durban, Afrique du Sud (WQS)
- 1999 : East Coast Surf Champs, Virginia Beach, Virginie, États-Unis (WQS)
- 1999 : Mark Richards Newcastle City Pro, Newcastle, Nouvelle-Galles du Sud, Australie (WQS)
- 1996 : Rio Surf Pro, Barra Beach,Rio de Janeiro, Brésil (WCT)
- 1996 : Body Glove Surfbout VII, Lower Trestles, Californie, États-Unis (WQS)
- 1993 : The Bud Surf Tour, Pismo Beach, Californie, États-Unis (WQS)
- 1993 : Billabong Pro, Santa Cruz, Californie, États-Unis (WQS)

### WCT
- 2008 : 23e
- 2007 : 14e
- 2006 :   9e
- 2005 : 24e
- 2004 : 22e
- 2003 :   7e
- 2002 : 25e
- 2001 :   4e
- 2000 : 28e
- 1999 : non qualifié
- 1998 : 35e rétrogradé en WQS
- 1997 : 18e
- 1996 :   6e
- 1995 :   5e
- 1994 : 20e
- 1993 : 24e

### Sa saison 2009 ASP World Tour
2009 est sa 16e année dans l'ASP World Tour
| Date                      | Compétition                   | place | points |
| ------------------------- | ----------------------------- | ----- | ------ |
| 28 février-11 mars        | Quiksilver Pro                | 17    | 410    |
| 7 avril-19 avril          | Rip Curl Pro Surf             | 9     | 600    |
| 9 mai-20 mai              | Billabong Pro Teahupoo        | 5     | 732    |
| 27 juin-5 juillet         | Hang Loose Santa Catarina Pro | 17    | 410    |
| 9 juillet-19 juillet      | Billabong Pro Jeffreys        | 5     | 732    |
| 11 septembre-20 septembre | Boost Mobile Pro of Surf      | 5     | 732    |
| 23 septembre-4 octobre    | Quiksilver Pro France         | 9     | 600    |
| 5 octobre-17 octobre      | Billabong Pro                 | 9     | 600    |
| 19 octobre-28 octobre     | Rip Curl Pro Search           |       |        |
| 8 décembre-20 décembre    | Billabong Pipeline Masters    |       |        |
|                           | classement provisoire         | 9     | 4816   |